# Бегенвыль
Бегенвыль — починок в Шарканском районе Удмуртской республики.

## География
Находится в центральной части Удмуртии на расстоянии приблизительно 23 км на север-северо-восток по прямой от районного центра села Шаркан.

## История
Известен с 1891 года, в 1893 году здесь было 10 дворов, в 1905 — 14, в 1924 (деревня) - 16. С 1955 года снова починок. До 2021 года входил в состав Зюзинского сельского поселения.

## Население
Постоянное население составляло 74 человека (1893 год, удмурты), 97 (1905), 145 (1924), 24 человека в 2002 году (удмурты 96 %), 12 в 2012.